# Clasificación estelar

Clasificación de estrellas de O-M

En astronomía, la clasificación estelar es la clasificación de las estrellas en función de sus características espectrales. La radiación electromagnética procedente de la estrella es analizada mediante su división por un prisma o por una red de difracción en un espectro, mostrando así el arcoíris de color (espectro electromagnético visual) entremezclados con líneas de absorción. Cada línea indica un ion de un determinado elemento químico, junto con la intensidad de la línea que determina la abundancia de ese ion. La abundancia relativa de los diferentes iones varía con la temperatura de la fotosfera. La clase espectral de una estrella es un código corto que resume el estado de ionización, dando una medida objetiva de la temperatura de la fotosfera y la estrella.
La mayoría de las estrellas están actualmente clasificadas bajo el sistema de Morgan–Keenan (MK), utilizando las letras O, B, A, F, G, K, y M, una secuencia que abarca desde las más calientes (tipo O) a las más frías (tipo M). Cada clase de letra se subdivide usando un dígito numérico, con el 0 para las estrellas más calientes y 9 para las más frías (por ejemplo: A8, A9, F0, F1 forman una secuencia de las más calientes a las más frías). La secuencia ha sido ampliada con clases de otras estrellas y objetos parecidos a estrellas que no encajan en el sistema clásico, tal como la clase D para enanas blancas y la clase C para estrellas de carbono.
En el sistema MK, se añade una clase de luminosidad a la clase espectral usando números romanos. Esto se basa en el ancho de ciertas líneas de absorción en el espectro de la estrella, que varían con la densidad de la atmósfera y por lo que se distinguen las gigantes rojas de las enanas. La clase de luminosidad 0 o las estrellas Ia+ son hipergigantes, la clase de estrellas I para las supergigantes, la clase II son gigantes brillantes, la clase III para gigantes regulares, la clase IV son subgigantes, la clase V para estrellas de la secuencia principal, la clase VI son subenanas, y la clase VII para enanas blancas. La clase espectral completa para el Sol es G2V, lo que indica que es una estrella de la secuencia principal con una temperatura aproximada de 5800 K.

### Descripción convencional del color

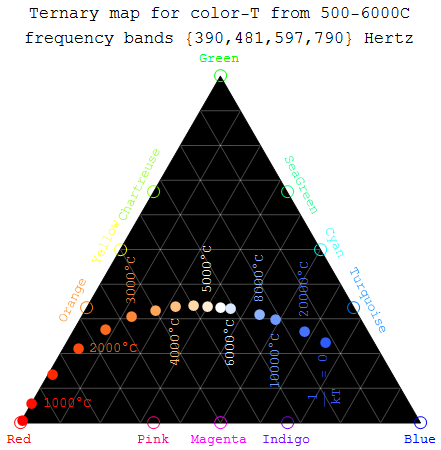
Just-saturated RGB-camera discs

La descripción convencional del color tiene en cuenta solo el pico del espectro estelar. En realidad, sin embargo, las estrellas irradian en todas las partes del espectro. Debido a que todos los colores espectrales combinados parecen blancos, los colores aparentes reales que el ojo humano observaría son mucho más claros de lo que sugieren las descripciones de color convencionales. Esta característica de «ligereza» indica que la asignación simplificada de colores dentro del espectro puede ser engañosa. Excluyendo las ilusiones de contraste de color en la luz tenue, no hay estrellas verdes, índigo o violetas. Las enanas rojas son de un profundo tono anaranjado, y las enanas marrones no parecen literalmente marrones, pero hipotéticamente parecerían de un gris tenue para un observador cercano.

## Clasificación moderna

La clasificación espectral Morgan-Keenan

El sistema de clasificación moderno se conoce como la clasificación Morgan-Keenan (MK). A cada estrella se le asigna una clase espectral de la antigua clasificación espectral de Harvard y una clase de luminosidad utilizando números romanos como se explica a continuación, formando el tipo espectral de la estrella.
Otros sistemas modernos sistema de clasificación estelar, como el sistema UBV, se basan en índices de colores—las diferencias medidas en tres o más magnitudes de color. Estos números llevan etiquetas como «U-V» o «B-V», que representan los colores que pasan por dos filtros estándar (por ejemplo, Ultravioleta, Blue y Visual).

### Sistema de clasificación de Harvard
El sistema de Harvard es un esquema de clasificación unidimensional de la astrónoma Annie Jump Cannon, quien reordenó y simplificó un sistema alfabético anterior. Las estrellas se agrupan según sus características espectrales por letras individuales del alfabeto, opcionalmente con subdivisiones numéricas. Las estrellas de la secuencia principal varían en temperatura superficial de aproximadamente 2000 a 50 000 K, mientras que las estrellas más evolucionadas pueden tener temperaturas superiores a 100 000 K. Físicamente, las clases indican la temperatura de la atmósfera de la estrella y normalmente se clasifican de más caliente a más fría.
| Clase | Temperatura (Kelvin) | Color convencional    | Color aparente          | Masa (Masa solar) | Radio (Radio solar) | Luminosidad (bolométrica) | Líneas de hidrógeno | Fracción de la Secuencia principal | Líneas de absorción                                    | Ejemplo          |
| ----- | -------------------- | --------------------- | ----------------------- | ----------------- | ------------------- | ------------------------- | ------------------- | ---------------------------------- | ------------------------------------------------------ | ---------------- |
| O     | ≥ 33 000 K           | azul                  | azul                    | ≥ 16 M☉           | ≥ 6.6 R☉            | ≥ 30 000 L☉               | Débil-Media         | ~0.00003 %                         | Nitrógeno, carbono, helio y oxígeno                    | 48 Orionis       |
| B     | 10 000‑33 000 K      | azul a blanco azulado | azul a blanco azulado   | 2.1‑16 M☉         | 1.8‑6.6 R☉          | 25‑30 000 L☉              | Medio               | 0.13 %                             | Helio, hidrógeno                                       | Rigel            |
| A     | 7500‑10 000 K        | blanco                | blanco a blanco azulado | 1.4‑2.1 M☉        | 1.4‑1.8 R☉          | 5‑25 L☉                   | Fuerte              | 0.6 %                              | Helio, hidrógeno                                       | Sirio A          |
| F     | 6000‑7500 K          | blanco amarillento    | blanco                  | 1.04‑1.4 M☉       | 1.15‑1.4 R☉         | 1.5‑5 L☉                  | Medio               | 3 %                                | Metales: hierro, titanio, calcio, estroncio y magnesio | Canopus          |
| G     | 5200‑6000 K          | amarillo              | blanco amarillento      | 0.8‑1.04 M☉       | 0.96‑1.15 R☉        | 0.6‑1.5 L☉                | Débil               | 7.6 %                              | Calcio, helio, hidrógeno y metales                     | Sol              |
| K     | 3700‑5200 K          | naranja               | anaranjado              | 0.45‑0.8 M☉       | 0.7‑0.96 R☉         | 0.08‑0.6 L☉               | Muy débil           | 12.1 %                             | Metales y óxido de titanio                             | Épsilon Eridani  |
| M     | ≤ 3700 K             | rojo                  | rojo anaranjado         | ≤ 0.45 M☉         | ≤ 0.7 R☉            | ≤ 0.08 L☉                 | Muy débil           | 76.45 %                            | Metales y óxido de titanio                             | Proxima Centauri |

El diagrama de Hertzsprung-Russell relaciona la clasificación estelar con magnitud absoluta, luminosidad, y temperatura superficial

Las clases espectrales de la O a la M, así como otras clases más especializadas de las que se hablará más adelante, se subdividen en números arábigos. (0‑9), donde 0 denota las estrellas más calientes de una clase dada. Por ejemplo, A0 denota las estrellas más calientes de la clase A y A9 denota las más frías. Se permiten números fraccionarios; por ejemplo, la estrella Mu Normae se clasifica como O9.7. El Sol está clasificado como G2.
Las descripciones de colores convencionales son tradicionales en astronomía, y representan colores relativos al color medio de una estrella de clase A, que se considera blanco. Las descripciones aparentes de color son lo que el observador vería si tratara de describir las estrellas bajo un cielo oscuro sin ayuda para el ojo, o con binoculares. Sin embargo, la mayoría de las estrellas en el cielo, excepto las más brillantes, parecen blancas o azuladas a simple vista porque son demasiado tenues para que la visión en color funcione. Las supergigantes rojas son más frías y rojas que las enanas del mismo tipo espectral, y las estrellas con características espectrales particulares como las estrellas de carbono pueden ser mucho más rojas que cualquier cuerpo negro.
El hecho de que la clasificación de Harvard de una estrella indicara su temperatura superficial o fotosférica (o más precisamente, su temperatura efectiva) no se comprendió completamente hasta después de su desarrollo, aunque para el momento en que se formuló el primer diagrama de Hertzsprung-Russell (para 1914), esto generalmente se sospechó que era cierto. En la década de 1920, el físico indio Meghnad Saha derivó una teoría de la ionización al extender ideas bien conocidas en química física relacionadas con la disociación de moléculas a la ionización de átomos. Primero lo aplicó a la cromosfera solar, luego a los espectros estelares.
La astrónoma de Harvard Cecilia Payne demostró entonces que la secuencia espectral O-B-A-F-G-K-M es en realidad una secuencia de temperatura. Dado que la secuencia de clasificación es anterior a nuestra comprensión de que se trata de una secuencia de temperatura, la colocación de un espectro en un subtipo determinado, como B3 o A7, depende de las estimaciones (en gran medida subjetivas) de la intensidad de las características de absorción de los espectros estelares. Como resultado, estos subtipos no se dividen uniformemente en ningún tipo de intervalos matemáticamente representables.

### Clasificación espectral de Yerkes

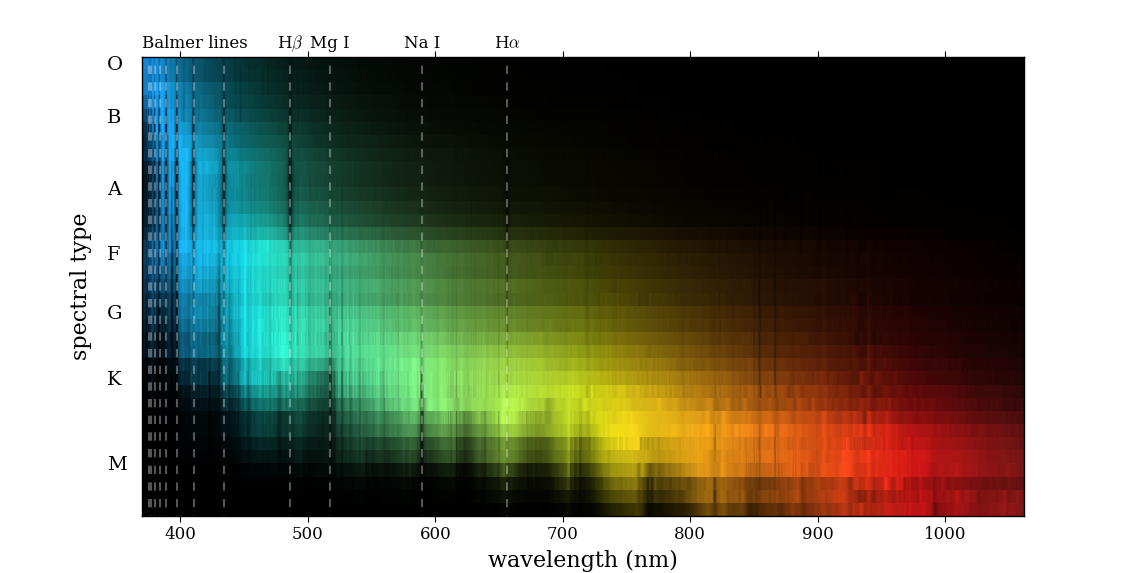
Espectros para enanas (clase de luminosidad V) para tipos espectrales estándar tomados de Pickles (1998). Se indican varias líneas espectrales notables. Las líneas de hidrógeno son más fuertes para los tipos A y B, y el espectro total alcanza su punto máximo en longitudes de onda más cortas para las estrellas más calientes.

La clasificación espectral de Yerkes, también llamada el sistema MKK por las iniciales de los autores, es un sistema de clasificación espectral estelar introducido en 1943 por William Wilson Morgan, Philip C. Keenan, y Edith Kellman del Observatorio Yerkes. Este esquema de clasificación bidimensional (temperatura y luminosidad) se basa en líneas espectrales sensibles a la temperatura estelar y a la gravedad superficial, lo cual se relaciona con la luminosidad (mientras que la clasificación de Harvard se basa únicamente en la temperatura superficial). Más tarde, en 1953, después de algunas revisiones de la lista de estrellas estándar y de los criterios de clasificación, el esquema se denominó clasificación Morgan-Keenan, o MK, y este sistema sigue en uso.
Las estrellas más densas con mayor gravedad superficial exhiben mayor ampliación de la presión de líneas espectrales. La gravedad, y por lo tanto la presión, en la superficie de una estrella gigante es mucho menor que la de una estrella enana porque el radio del gigante es mucho mayor que el de un enano de masa similar. Por lo tanto, las diferencias en el espectro pueden interpretarse como «efectos de luminosidad» y puede asignarse una clase de luminosidad únicamente a partir del examen del espectro.
Se distinguen varias «clases de luminosidad» diferentes, como se indica en el cuadro siguiente.
| Clase de luminosidad | Descripción                                            | Ejemplos                     |
| -------------------- | ------------------------------------------------------ | ---------------------------- |
| 0o Ia+               | hipergigantes o supergigantes extremadamente luminosos | Cygnus OB2#12 – B3-4Ia+      |
| Ia                   | supergigantes luminosos                                | Eta Canis Majoris – B5Ia     |
| lab                  | supergigantes luminosos medianos                       | Gamma Cygni] – F8Iab         |
| lb                   | supergigantes menos luminoso.                          | Zeta Persei – B1Ib           |
| II                   | gigantes luminosas                                     | Beta Leporis – G0II          |
| III                  | gigantes normales                                      | Arcturus – K0III             |
| IV                   | subgigantes                                            | Gamma Cassiopeiae – B0.5IVpe |
| V                    | estrellas de la secuencia principal (enanas)           | Achernar – B6Vep             |
| sd (prefijo) o VI    | subenanas                                              | HD 149382 – sdB5 or B5VI     |
| D (prefijo) o VII    | enanas blanca                                          | van Maanen 2 – DZ8           |

Se permiten casos marginales; por ejemplo, una estrella puede ser una supergigante o un gigante brillante, o puede estar entre las clasificaciones de la subgigante y la de la secuencia principal. 
En estos casos, se utilizan dos símbolos especiales:
- Una barra oblicua (/) significa que una estrella es una clase u otra.
- Un guion (-) significa que la estrella está entre las dos clases.

Por ejemplo, una estrella clasificada como A3-4III/IV estaría entre los tipos espectrales A3 y A4, mientras que sería una estrella gigante o una subgigante.
También se han utilizado clases de enanos: VI para subenanas (estrellas ligeramente menos luminosas que la secuencia principal).
La clase de luminosidad nominal VII (y a veces números más altos) se utiliza ahora raramente para las clases de enana blanca o «subenana caliente», ya que las letras de temperatura de la secuencia principal y las estrellas gigantescas ya no se aplican a las enanas blancas.
Ocasionalmente, las letras a y b se aplican a clases de luminosidad distintas de las supergigantes; por ejemplo, a una estrella gigante ligeramente más luminosa que la típica se le puede dar una clase de luminosidad de IIIb.
Una muestra de estrellas en V extremas con fuerte absorción en He II λ4686 líneas espectrales han recibido la designación Vz. Un ejemplo de estrella es HD 93129 B.

### Peculiaridades espectrales
La nomenclatura adicional, en forma de letras minúsculas, puede seguir el tipo espectral para indicar características peculiares del espectro.
| Código               | Particularidades espectrales de las estrellas                                                    |
| -------------------- | ------------------------------------------------------------------------------------------------ |
| :                    | valor espectral incierto                                                                         |
| ...                  | Existen peculiaridades espectrales no descritas                                                  |
| !                    | Particularidad especial                                                                          |
| comp                 | Espectro compuesto                                                                               |
| e                    | Líneas de emisión presentes                                                                      |
| [e]                  | Líneas de emisión prohibidas presente                                                            |
| er                   | El centro «invertido» de las líneas de emisión es más débil que los bordes                       |
| eq                   | Líneas de emisión con Cygni P                                                                    |
| f                    | emisión de N III y He II                                                                         |
| f*                   | las líneas de N IV λ4058Å son más fuerte que las líneas de N III λ4634Å, λ4640Å, & λ4642Å lines  |
| f+                   | emisiones de Si Si IV λ4089Å & λ4116Å además de la línea N III                                   |
| (f)                  | emisión de N III, ausencia o absorción débil de He II                                            |
| (f+)                 | [ 29 ]                                                                                           |
| ((f))                | Muestra una fuerte absorción de He II acompañada de emisiones débiles de N III                   |
| ((f*))               | [ 29 ]                                                                                           |
| h                    | estrellas WR con líneas de emisión debidas al hidrógeno                                          |
| ha                   | estrellas WR con emisiones de hidrógeno que se observan tanto en la absorción como en la emisión |
| He wk                | Líneas de helio débiles                                                                          |
| k                    | Espectros con características de absorción interestelar                                          |
| m                    | Características metálicas mejoradas                                                              |
| n                    | Amplia («nebulosa») absorción debido a la rotación                                               |
| nn                   | Características de absorción muy amplias                                                         |
| neb                  | El espectro de una nebulosa mezclado en                                                          |
| p                    | Peculiaridad no especificada, estrella peculiar                                                  |
| pq                   | Espectro peculiar, similar al espectro de las novas                                              |
| q                    | Características de P Cygni                                                                       |
| s                    | Líneas de absorción estrechas («afiladas»)                                                       |
| ss                   | Líneas muy estrechas                                                                             |
| sh                   | Características de una estrella variable Gamma Cassiopeiae                                       |
| var                  | Característica espectral variable (a veces abreviada como «v»)                                   |
| wl                   | Líneas débiles (también «w» y «wk»)                                                              |
| Símbolo del elemento | Líneas espectrales anormalmente fuertes del elemento especificado                                |

Por ejemplo, 59 Cygni aparece como tipo espectral B1.5Vnne, que indica un espectro con la clasificación general B1.5V, así como líneas de absorción muy amplias y determinadas líneas de emisión.

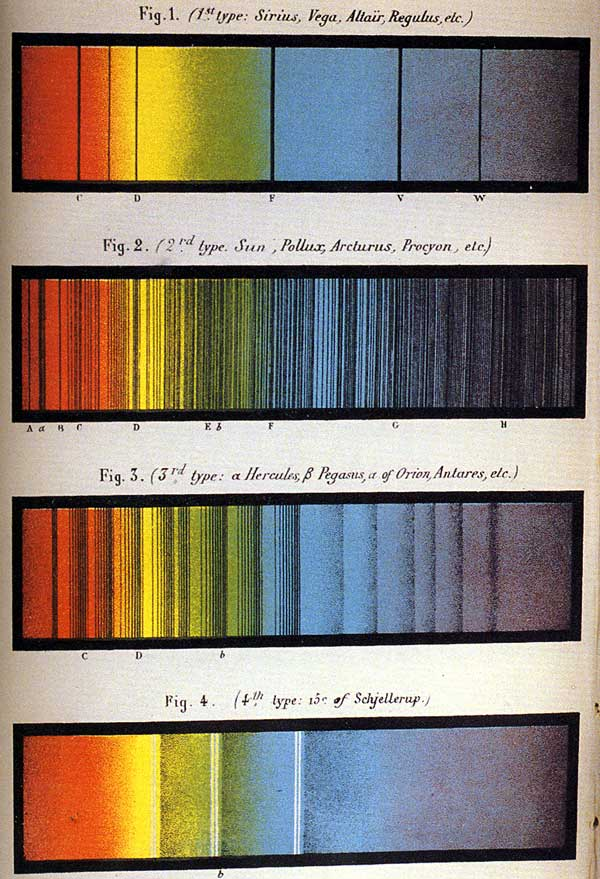
Guía para tipos espectrales Secchi ("152 Schjellerup" es Y Canum Venaticorum)

## Historia
La razón de la extraña disposición de las letras en la clasificación de Harvard es histórica, ya que ha evolucionado a partir de las clases anteriores de Secchi y se ha modificado progresivamente a medida que ha mejorado la comprensión.

### Clases de Secchi
Durante las décadas de 1860 y 1870, el pionero espectroscopista estelar Angelo Secchi creó las «clases Secchi» para clasificar los espectros observados. Para 1866, había desarrollado tres clases de espectros estelares, que se muestran en la siguiente tabla.
A finales de la década de 1890, esta clasificación comenzó a ser reemplazada por la clasificación de Harvard, que se discute en el resto de este artículo.
| Número de clase                | Descripción de la clase Secchi |
| ------------------------------ | --- |
| Secchi class I                 | Estrellas blancas y azules con líneas de hidrógeno anchas y pesadas, como Vega y Altair. Esto incluye la clase moderna A y la clase temprana F.                                         |
| Secchi class I (Orion subtipo) | Un subtipo de Secchi class I con líneas estrechas en lugar de bandas anchas, como Rigel y Bellatrix. En términos modernos, esto corresponde a las primeras estrellas de tipo B.         |
| Secchi class II                | Estrellas amarillas; hidrógeno menos fuerte, pero con líneas metálicas evidentes, como el Sol, Arcturus, y Capella. Esto incluye las clases modernas G y K, así como la clase tardía F. |
| Secchi class III               | Estrellas de color naranja a rojo con espectros de banda complejos, como Betelgeuse y Antares. Esto corresponde a la clase moderna M.                                                   |
| Secchi class IV                | En 1868, descubrió estrellas de carbono, que puso en un grupo distinto: Estrellas rojas con bandas y líneas significativas de carbono, correspondientes a las clases modernas C y S.    |
| Secchi class V                 | En 1877, añadió una quinta clase: Estrellas de líneas de emisión, tales como Gamma Cassiopeiae y Sheliak, que están en la clase moderna.                                                |

Los números romanos usados para las clases Secchi no deben ser confundidos con los números romanos sin relación alguna usados para las clases de luminosidad de Yerkes.

### Sistema Draper
| Secchi                                              | Draper              | Comentario                                     |
| --------------------------------------------------- | ------------------- | ---------------------------------------------- |
| I                                                   | A, B, C, D          | Líneas de hidrógeno dominantes.                |
| II                                                  | E, F, G, H, I, K, L |                                                |
| III                                                 | M                   |                                                |
| IV                                                  | N                   | No apareció en el catálogo.                    |
| V                                                   | O                   | Espectros de Wolf–Rayet con líneas brillantes. |
| V                                                   | P                   | Nebulosas planetarias.                         |
|                                                     | Q                   | Otros espectros.                               |
| Las clases llevadas al sistema MK están en negrita. |                     |                                                |

En la década de 1880, el astrónomo Edward C. Pickering comenzó a hacer un estudio de los espectros estelares en el Observatorio del Harvard College, utilizando el método del prisma objetivo. Un primer resultado de este trabajo fue el Catálogo Draper de Espectros Estelares, publicado en 1890. Clasificó la mayoría de los espectros en este catálogo.
El catálogo utilizaba un esquema en el que las clases Secchi utilizadas anteriormente (I a IV) se subdividían en clases más específicas, con letras de la A a la N. Además, se utilizaban las letras O, P y Q, para estrellas cuyos espectros consistían principalmente en líneas brillantes se usaba el O, P para nebulosas planetarias y Q para estrellas que no encajaban en ninguna otra clase.

### Sistema de Harvard
En 1897, otro obrero de Harvard, Antonia Maury, colocó el subtipo Orión de la clase Secchi I por delante del resto de la clase Secchi I, colocando así el tipo moderno B por delante del tipo moderno A. Ella fue la primera en hacerlo, aunque no utilizó tipos espectrales con letras, sino una serie de veintidós tipos numerados de I a XXII.
En 1901, Annie Jump Cannon regresó a los tipos con letras, pero dejó caer todas las letras excepto O, B, A, F, G, K, y M, utilizadas en ese orden, así como P para nebulosas planetarias y Q para algunos espectros peculiares. También usó tipos como B5A para estrellas a medio camino entre los tipos B y A, F2G para estrellas a una quinta parte del camino de F a G, y así sucesivamente. Finalmente, en 1912, Cannon había cambiado los tipos B, A, B5A, F2G, etc. a B0, A0, B5, F2, etc. Esta es esencialmente la forma moderna del sistema de clasificación de Harvard.
Un mnemotécnico común para recordar el orden de las letras de tipo espectral, de las más calientes a las más frías, es «Oh, Be A Fine Guy/Girl, Kiss Me». Otro es «Otros Buenos Astrónomos Fueron: Galileo, Kepler,  Messier».

### Clases de Mount WIlson
Se utilizó una clasificación de luminosidad conocida como el sistema Mount Wilson para distinguir entre estrellas de diferentes luminosidades. Este sistema de notación todavía se ve a veces en los espectros modernos.
| Clase | Significado  |
| ----- | ------------ |
| sd    | Subenana     |
| d     | Enana        |
| sg    | Subgigante   |
| g     | Gigante      |
| c     | Supergigante |

## Clasificación gravitacional de estrellas
La clasificación gravitacional se realiza según cuatro criterios gravitacionales instaurados recientemente por la Unión Astronómica Internacional en 2006.

### Clasificación por centro gravitacional estelar
El primer criterio es la presencia o ausencia de un centro de gravitación estelar, es decir si forman parte de un sistema estelar. Las estrellas que forman parte de un sistema estelar (presencia de centro gravitacional estelar) se denominan estrellas sistémicas. Las estrellas que no forman parte de un sistema estelar (ausencia de centro gravitacional estelar) se denominan estrellas solitarias.

### Clasificación de estrellas sistémicas por posición
Si una estrella es sistémica (forma parte de un sistema estelar) puede ser a su vez de dos tipos. Las estrellas centrales son aquellas estrellas sistémicas que actúan como centro gravitacional de otras estrellas. Esto quiere decir que otras estrellas las orbitan. Las estrellas sistémicas que orbitan a una estrella central se denominan estrellas satélites, las cuales forman el segundo tipo.

### Clasificación de estrellas por agrupación gravitacional
Esta clasificación de estrellas se basa en distinguir dos tipos de estrellas dependiendo de si estas se agrupan con otras estrellas mediante fuerzas de atracción gravitacional. Esta clasificación refiere a dos tipos de estrellas (cumulares e independientes) de acuerdo a si se encuentran o no unidas a otras estrellas y además esta unión no se debe a la presencia de un centro gravitacional estelar; es decir ninguna estrella gira alrededor de otra y sin embargo se encuentran unidas gravitacionalmente.
Las estrellas cumulares son aquellas que forman cúmulos estelares. Si el cúmulo es globular, las estrellas se atraen por gravedad (las estrellas se atraen mutuamente). Si el cúmulo es abierto, las estrellas se atraen por gravitación en donde el centro gravitacional es el centro de masa del cúmulo (las estrellas orbitan un centro gravitacional en común que las mantiene unidas). Las estrellas independientes son aquellas que no forman cúmulos estelares con ninguna otra estrella. Sin embargo, hay estrellas independientes que sí forman parte de un sistema estelar pues orbitan alguna estrella o son centro de otras. Este sería el caso de estrellas sistémicas-independientes.

### Clasificación de estrellas por sistema planetario
Las estrellas que poseen un sistema planetario en donde ellas son centro gravitacional y los demás cuerpos celestes las orbitan se denominan estrellas planetarias. Las estrellas únicas son aquellas que no poseen un sistema planetario orbitante. Entiéndase por sistema planetario cualquier cuerpo celeste (planeta, asteroide, cometa) que orbita una estrella.

## Clasificación según magnitudes
Este sistema de clasificación proviene originalmente del astrónomo griego Hiparco, quién en el año 134 AC había clasificado las estrellas en seis magnitudes de acuerdo con su brillo. Hiparco asignó la magnitud 1 a las 20 estrellas más brillantes del firmamento y fue asignando valores mayores a estrellas cada vez más débiles hasta asignar la magnitud 6 a estrellas apenas visibles a simple vista. Este esquema fue adoptado posteriormente por el astrónomo egipcio Ptolomeo y transmitido en la tradición astronómica occidental.
Actualmente la clasificación por magnitudes aparentes es más bien complementaria a los dos grandes tipos de clasificación: el de tipo espectral y el de clases de luminosidad.

## Clasificación por tipos espectrales
Conocida también como Clasificación espectral de Harvard, ya que lo comenzó a esbozar Edward Charles Pickering de la Universidad Harvard en el año 1890, y que perfeccionó Annie Jump Cannon de la misma universidad en 1901. Esta clasificación estelar es la más utilizada en astronomía.

### Catálogo Henry Draper
Esta clasificación espectral surgió de los trabajos iniciados a comienzos del siglo XX por Henry Draper en el Harvard College Observatory. Draper pretendía establecer una clasificación estelar en tipos utilizando la intensidad de las líneas de Balmer del hidrógeno. Tras su muerte, su viuda consiguió reunir una importante cantidad de dinero que donó al observatorio para continuar los trabajos de clasificación. Estos fueron realizados por Williamina Fleming (1857-1910) quien clasificó más de 10 000 estrellas y supervisó los trabajos del personal femenino del Observatorio, dedicado a tal tarea. El catálogo fue publicado finalmente en 1918 y recibió el nombre de Catálogo Henry Draper. Un catálogo expandido y revisado fue publicado en 1924 realizado por Annie Jump Cannon quien clasificó los espectros de más de 250 000 estrellas y que incluía estrellas de hasta la 9ª magnitud.

### Orden de la secuencia
Pronto resulta evidente el orden curioso en el que se disponen los tipos espectrales. La clasificación de Harvard de tipos espectrales estaba basada en la intensidad de las líneas de absorción de la serie de Balmer que son sensibles a la temperatura de la estrella. Estas líneas son las más prominentes del espectro en la mayor parte de las estrellas visibles. A las estrellas con líneas más intensas se les dio el nombre de clase espectral A, las siguientes en intensidad B y así hasta la P (líneas más débiles). Otras líneas de especies neutrales e ionizadas comenzaron a ser estudiadas (líneas H y K del calcio, líneas del sodio, etc.). Se descubrió que parte de las clases utilizadas en la época estaban duplicadas y estas clases fueron retiradas. Después se descubrió que el orden en el que se habían establecido las clases era erróneo y también que finalmente era necesario incluir algunos de los tipos que habían sido retirados. 
Por otro lado, la gravedad de la estrella desempeña un papel menor en la formación de estas líneas.

### Nomenclatura «temprana» y «tardía»
Las estrellas se denominan a menudo de tipo «temprano» o «tardío». «Temprano» es sinónimo de «más caliente», mientras que «tardío» es sinónimo de «más frío».
Dependiendo del contexto, «temprano» y «tardío» pueden ser términos absolutos o relativos. «Temprano» como un término absoluto se referiría, por lo tanto, a O o B, y posiblemente a estrellas A. Como referencia relativa se relaciona con estrellas más calientes que otras, tales como «K temprana» siendo quizás K0, K1, y K3.
El término «tardío» se usa de la misma manera, con un uso no cualificado del término que indica estrellas con tipos espectrales como K y M, pero también se puede usar para estrellas que están frías en relación con otras estrellas, como en el caso de usar la «G tardía» para referirse a G7, G8, y G9.
En el sentido relativo, «temprano» significa un número arábigo más bajo que sigue a la letra de la clase, y «tarde» significa un número más alto.
Esta terminología oscura es una reserva de un modelo de evolución estelar de principios del siglo XX, que suponía que las estrellas eran impulsadas por la contracción gravitacional a través del mecanismo Kelvin-Helmholtz, que ahora se sabe que no se aplica a estrellas de la secuencia principal. Si eso fuera cierto, entonces las estrellas comenzarían sus vidas como estrellas muy calientes de «tipo temprano» y luego gradualmente se enfriarían hasta convertirse en estrellas de «tipo tardío». Este mecanismo proporcionó edades del Sol mucho más pequeñas que las observadas en el registro geológico, y se volvió obsoleto por el descubrimiento de que las estrellas son impulsadas por fusión nuclear. Los términos «temprano» y «tardío» fueron arrastrados, más allá de la desaparición del modelo en el que estaban basados.

## Tipos espectrales clásicos

### Clase O

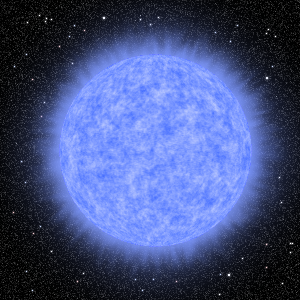
Representación artística deNaos, una supergigante de O4

Las estrellas tipo O son muy calientes y extremadamente luminosas, con la mayor parte de su salida radiada en el rango ultravioleta. Estas son las más raras de todas las estrellas de la secuencia principal. Aproximadamente 1 de cada 3 000 000 (0.00003 %) de las estrellas de la secuencia principal en el vecindario solar son estrellas de tipo O. Algunas de las estrellas más masivas se encuentran dentro de esta clase espectral. Las estrellas de tipo O frecuentemente tienen entornos complicados que dificultan la medición de sus espectros.
Los espectros de tipo O se definían anteriormente por la relación entre la fuerza del He II λ4541 y la de He I λ4471, donde λ es la longitud de onda, medida en ángstroms. El tipo espectral O7 se definió como el punto en el que las dos intensidades son iguales, con la línea He I debilitándose hacia los tipos anteriores. El tipo O3 fue, por definición, el punto en el que dicha línea desaparece por completo, aunque se puede ver muy débilmente con la tecnología moderna. Debido a esto, la definición moderna utiliza la relación de la línea N IV λ4058 a N III λλ4634-40-42.
Las estrellas de tipo O tienen líneas dominantes de absorción y a veces de emisión para las líneas He] II, líneas ionizadas prominentes (Si IV, O III, N  III, y C III) y líneas de helio neutral, que se fortalecen de O5 a O9, y de hidrógeno prominente líneas de hidrógeno, aunque Debido a que son tan masivas, las estrellas de tipo O tienen núcleos muy calientes y queman a través de su combustible de hidrógeno muy rápidamente, por lo que son las primeras estrellas en salir de la secuencia principal.
Cuando se describió por primera vez el esquema de clasificación MKK en 1943, los únicos subtipos de clase O utilizados eran O5 a O9.5. El esquema MKK se extendió a O9.7 en 1971 y O4 en 1978, y posteriormente se han introducido nuevos esquemas de clasificación que añaden los tipos O2, O3 y O3.5.
Estándares espectrales:
- O7V & S Monocerotis
- O9V – 10 Lacertae

### Clase B

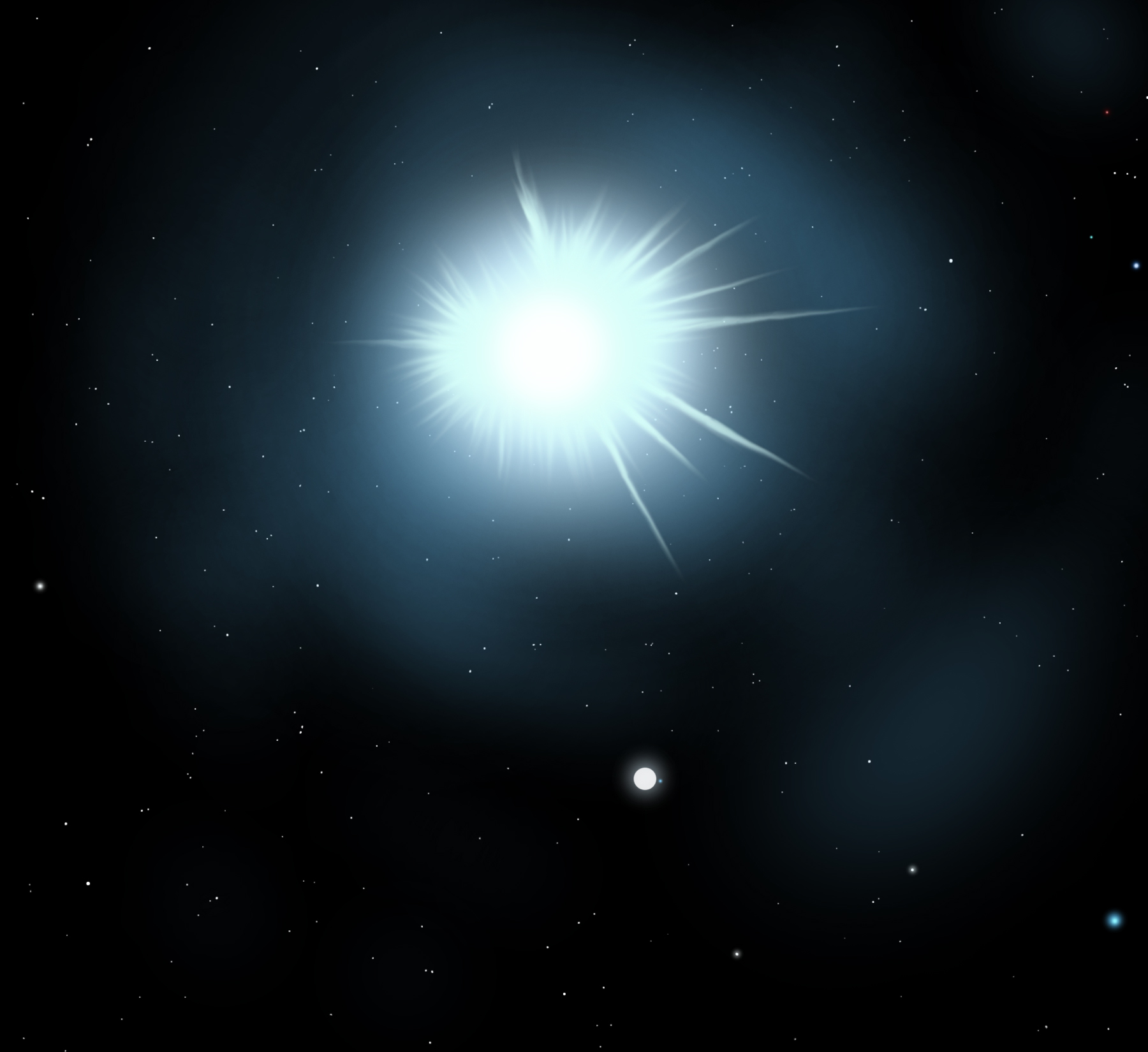
Impresión artística de Aludra, una supergigante B5 vista en Canis Majoris

Las estrellas tipo B son muy luminosas y azules. Sus espectros tienen líneas de helio neutro, que son más prominentes en la subclase B2, y líneas de hidrógeno moderadas. Como las estrellas de tipo O y B son tan enérgicas, solo viven por un tiempo relativamente corto. Así, debido a la baja probabilidad de interacción cinemática durante su vida, son incapaces de alejarse del área en la que se formaron, aparte de las estrellas fugitivas.
La transición de la clase O a la clase B se definió originalmente como el punto en el que desaparece el He II λ4541. Sin embargo, con un equipo moderno, la línea todavía es evidente en las primeras estrellas de tipo B. Hoy en día, para las estrellas de la secuencia principal, la clase B se define por la intensidad del espectro violeta He I, con la intensidad máxima correspondiente a la clase B2. Para los supergigantes, se utilizan líneas de silicio; las líneas de Si IV λ4089 y Si III λ4552 son indicativas de una B temprana. A mitad de B, la intensidad de esta última en relación con la de Si II λλ4128-30 es la característica definitoria, mientras que para la B tardía, es la intensidad de Mg II λ4481 en relación con la de He I λ4471.
Estas estrellas tienden a ser encontradas en sus asociaciones OB de origen, las cuales están asociadas con nubes moleculares gigantescas. La asociación Orión OB1 ocupa una gran porción de un brazo en espiral de la Vía Láctea y contiene muchas de las estrellas más brillantes de la constelación de Orión. Aproximadamente 1 en 800 (0.125 %) de las estrellas de la secuencia principal en el vecindario solar son estrellas de la secuencia principal tipo B.
Las entidades masivas, pero no supergigantes conocidas como «Estrellas Be», son estrellas de la secuencia principal que tienen, o han tenido en algún momento, una o más líneas de Balmer en emisión, siendo de particular interés la serie de radiación electromagnética relacionada con el hidrógeno proyectada por las estrellas. Se cree que las estrellas Be suelen presentar vientos estelares inusualmente fuertes, altas temperaturas superficiales y un desgaste significativo de la masa estelar a medida que los objetos rotan a un ritmo curiosamente rápido. Los objetos conocidos como «B(e)» o Estrellas «B(e)» poseen líneas distintivas de emisión neutras o de baja ionización que se consideran que tienen «mecanismos prohibidos», sometidos a procesos que normalmente no están permitidos por los conocimientos actuales de la mecánica cuántica. 
Estándares espectrales:
- B0V – Upsilon Orionis
- B0Ia – Alnilam
- B2Ia – Chi2 Orionis
- B2Ib – 9 Cephei
- B3V – Eta Ursae Majoris
- B3V – Eta Aurigae
- B3Ia – Omicron2 Canis Majoris
- B5Ia – Eta Canis Majoris
- B8Ia – Rigel

### Clase A

Fomalhaut, una estrella de la secuencia principal A3

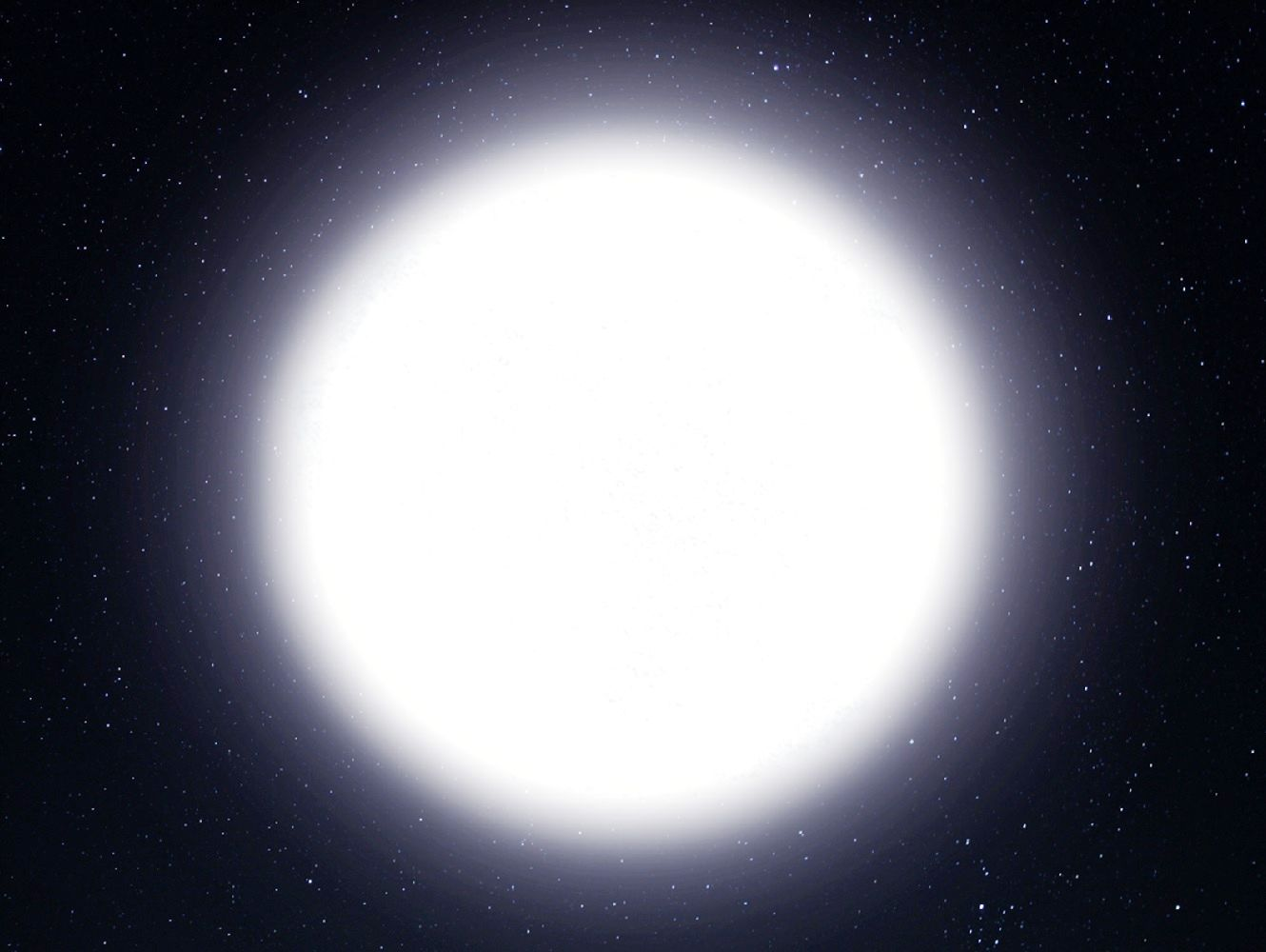
Representación de una gigante blanca

Las estrellas de tipo A se encuentran entre las más comunes a simple vista, y son blancas o de color blanco azulado. Tienen fuertes líneas de hidrógeno, a un máximo de A0, y también líneas de metales ionizados (Fe II, Mg II, Si II) a un máximo de A5. La presencia de las líneas de Ca II se está fortaleciendo notablemente en este punto. Aproximadamente 1 de cada 160 (0.625 %) de las estrellas de la secuencia principal en el vecindario solar son estrellas de tipo A.
Estándares espectrales:
- A0Van – Gamma Ursae Majoris
- A0Va – Vega
- A0Ib – Eta Leonis
- A0Ia – HD 21389
- A1V – Sirius A
- A2Ia – Deneb
- A3Va – Fomalhaut

### Clase F

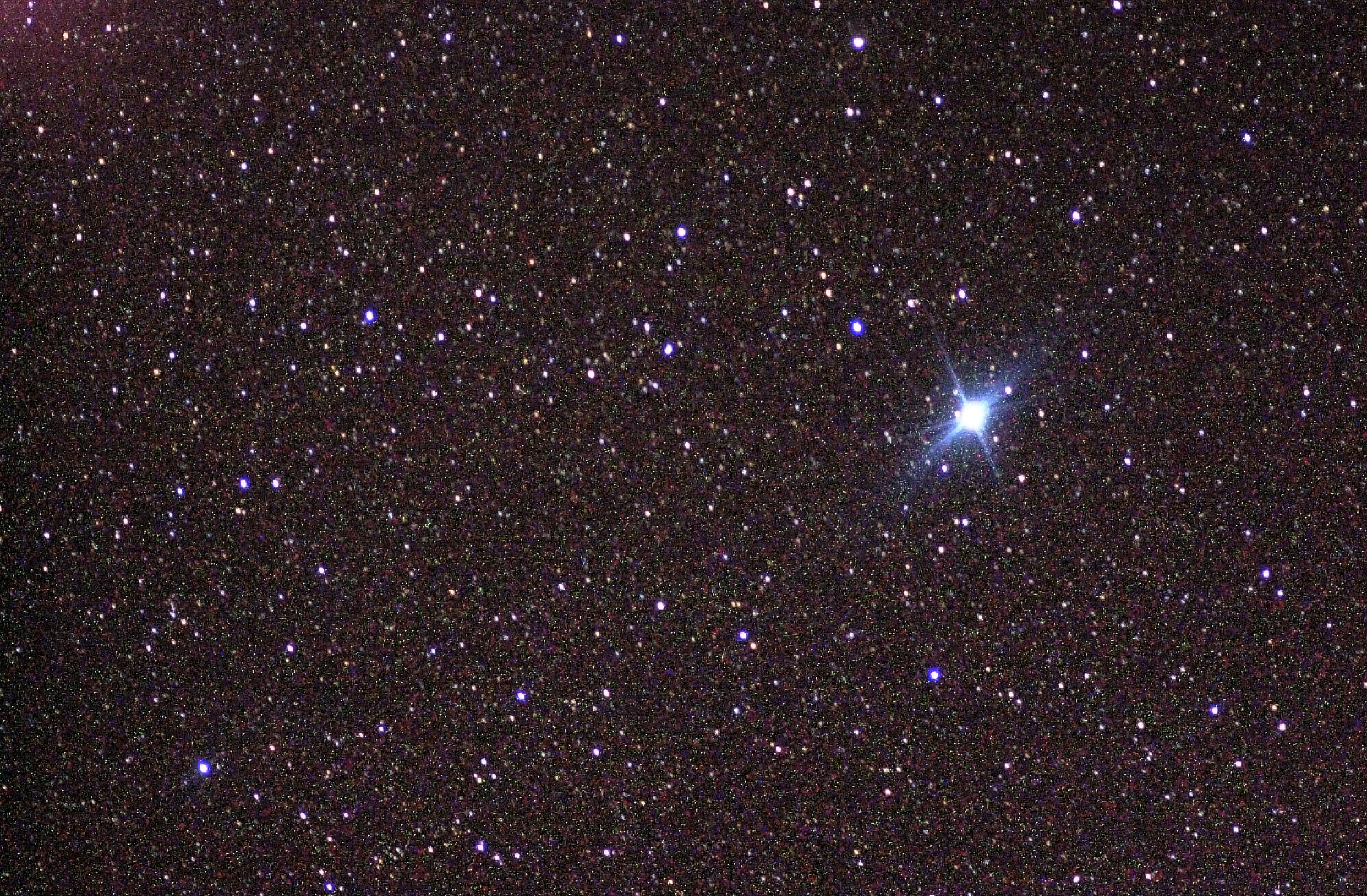
Canopus, un supergigante de tipo F y la segunda estrella más brillante del cielo nocturno

Las estrellas de tipo F tienen líneas espectrales de refuerzo H y K de Ca II. Los metales neutros (Fe I, Cr I) comienzan a ganar en las líneas de metal ionizado a finales de F. Sus espectros se caracterizan por las líneas de hidrógeno más débiles y los metales ionizados. Su color es blanco. Aproximadamente 1 de cada 33 (3.03 %) de las estrellas de la secuencia principal en el vecindario solar son estrellas de tipo F.
Estándares espectrales:
- F0IIIa – Zeta Leonis
- F0Ib – Alpha Leporis
- F2V – 78 Ursae Majoris

### Clase G

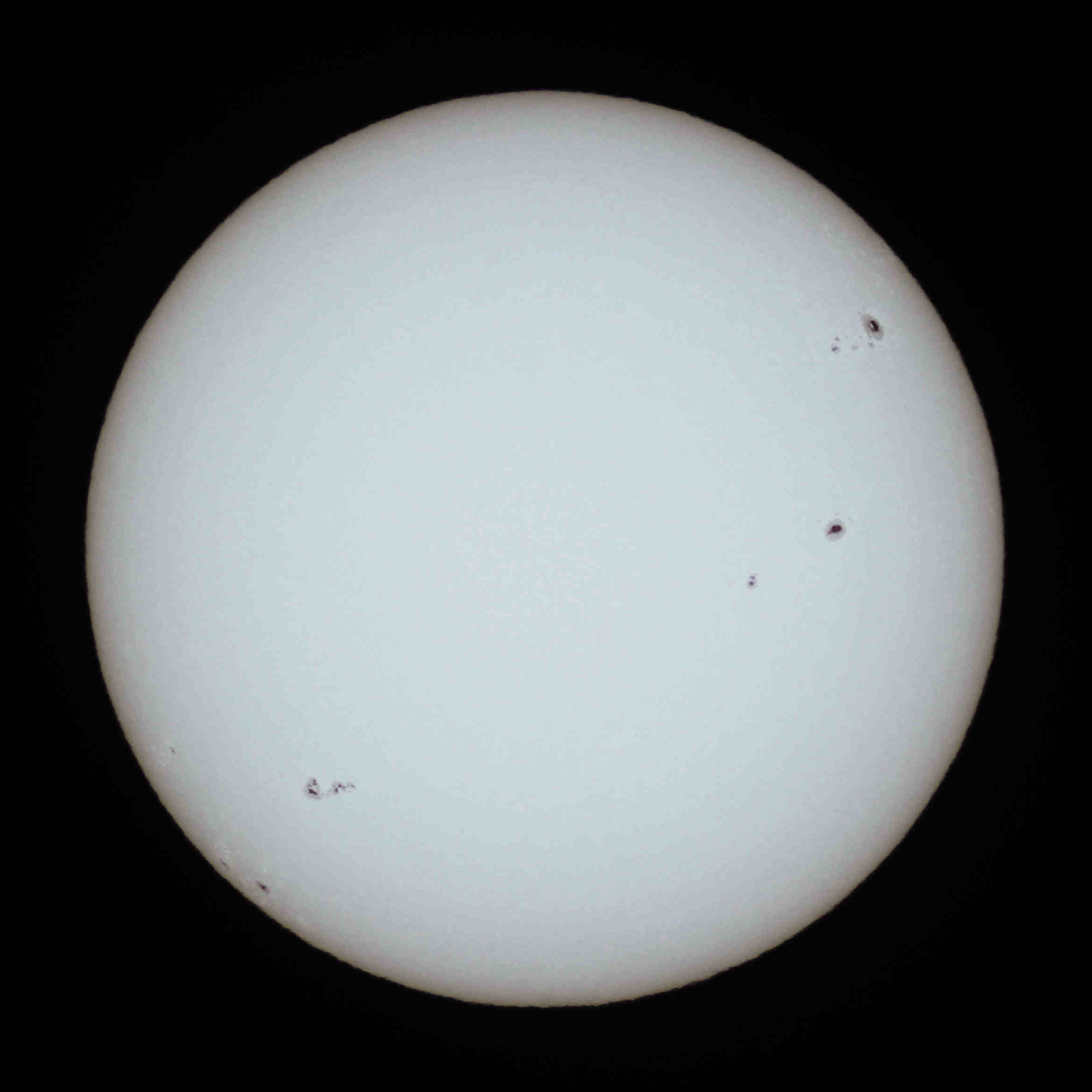
El Sol, una estrella de la secuencia principal del tipo G2, con manchas solares oscuras

Las estrellas de tipo G, incluyendo el Sol tienen líneas espectrales prominentes H y K de Ca II, que son más pronunciadas en G2. Tienen líneas de hidrógeno aún más débiles que F, pero junto con los metales ionizados, tienen metales neutros. Hay un pico prominente en la banda G de moléculas CH. Las estrellas de la clase G constituyen alrededor del 7.5 %, casi una de cada trece, de las estrellas de la secuencia principal del vecindario solar.
G alberga el «Vacío Evolutivo Amarillo» (Yellow Evolutionary Void en inglés). Las estrellas supergigantes a menudo oscilan entre O o B (azul) y K o M (rojo). Mientras hacen esto, no permanecen mucho tiempo en la clase de supergigante amarilla G, ya que este es un lugar extremadamente inestable para que haya una supergigante.
Estándares espectrales:
- G0V – Beta Canum Venaticorum
- G0IV – Eta Boötis
- G0Ib – Beta Aquarii
- G2V – Sol
- G5V – Kappa Ceti
- G5IV – Mu Herculis
- G5Ib – 9 Pegasi
- G8V – 61 Ursae Majoris
- G8IV – Beta Aquilae
- G8IIIa – Kappa Geminorum
- G8IIIab – Epsilon Virginis
- G8Ib – Epsilon Geminorum

### Clase K

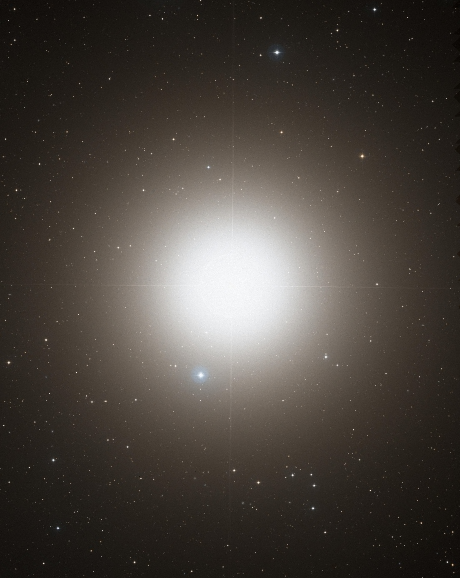
Arcturus, un gigante de K1.5

Las estrellas tipo K son estrellas anaranjadas que son ligeramente más frías que el Sol. Constituyen alrededor del 12 % de las estrellas de la secuencia principal en el vecindario solar. También hay estrellas gigantes del tipo K, que van desde hipergigantes como RW Cephei, hasta gigantes y supergigantes, como Arcturus, mientras que las enanas naranjas, como Alfa Centauri B, son estrellas de la secuencia principal.
Tienen líneas de hidrógeno extremadamente débiles, si es que están presentes, y en su mayoría metales neutros (Mn I, Fe I, Si I). A finales de K, las bandas moleculares de óxido de titanio se hacen presentes. Hay una sugerencia de que las estrellas del espectro K pueden aumentar potencialmente las posibilidades de vida en planetas en órbita que están dentro de la zona habitable.
Estándares espectrales:
- K0V – Sigma Draconis
- K0III – Pollux
- K0III – Epsilon Cygni
- K2V – Epsilon Eridani
- K2III – Kappa Ophiuchi
- K3III – Rho Boötis
- K5V – 61 Cygni A
- K5III – Gamma Draconis

### Clase M
Las estrellas de clase M son, con mucho, las más comunes. Alrededor del 76 % de las estrellas de la secuencia principal en el vecindario solar son estrellas de clase M. Sin embargo, las estrellas de la clase M de la secuencia principal (enanas rojas) tienen una luminosidad tan baja que ninguna es lo suficientemente brillante como para ser vista a simple vista, a menos que se den condiciones excepcionales. La estrella más brillante conocida de la clase M es M0V Lacaille 8760, con magnitud 6.6 (la magnitud límite para la visibilidad típica a simple vista en buenas condiciones se cita típicamente como 6.5), y es extremadamente improbable que se encuentren ejemplos más brillantes.
Aunque la mayoría de las estrellas de clase M son enanas rojas, la mayoría de las estrellas supergigantes más grandes de la Vía Láctea son estrellas M. Tales como VY Canis Majoris, Antares y Betelgeuse también son estrellas de clase M. Además, las enanas marrones más grandes y calientes son de clase M tardía, generalmente en el rango de M6.5 a M9.5.
El espectro de una estrella de clase M contiene líneas de óxido (en el espectro visible, especialmente el Monóxido de titanio) y todos los metales neutros, pero generalmente no hay líneas de absorción de hidrógeno. Las bandas de TiO pueden ser fuertes en estrellas de clase M, dominando normalmente su espectro visible en alrededor de M5. las bandas se hacen presentes a finales de M.
Estándares espectrales:
- M0IIIa – Beta Andromedae
- M2III – Chi Pegasi
- M1-M2Ia-Iab – Betelgeuse
- M2Ia – Mu Cephei

## Tipos espectrales extendidos
Un número de nuevos tipos espectrales han sido tomados en uso a partir de los nuevos tipos de estrellas descubiertos.

### Clases de estrellas de emisión azul cálido

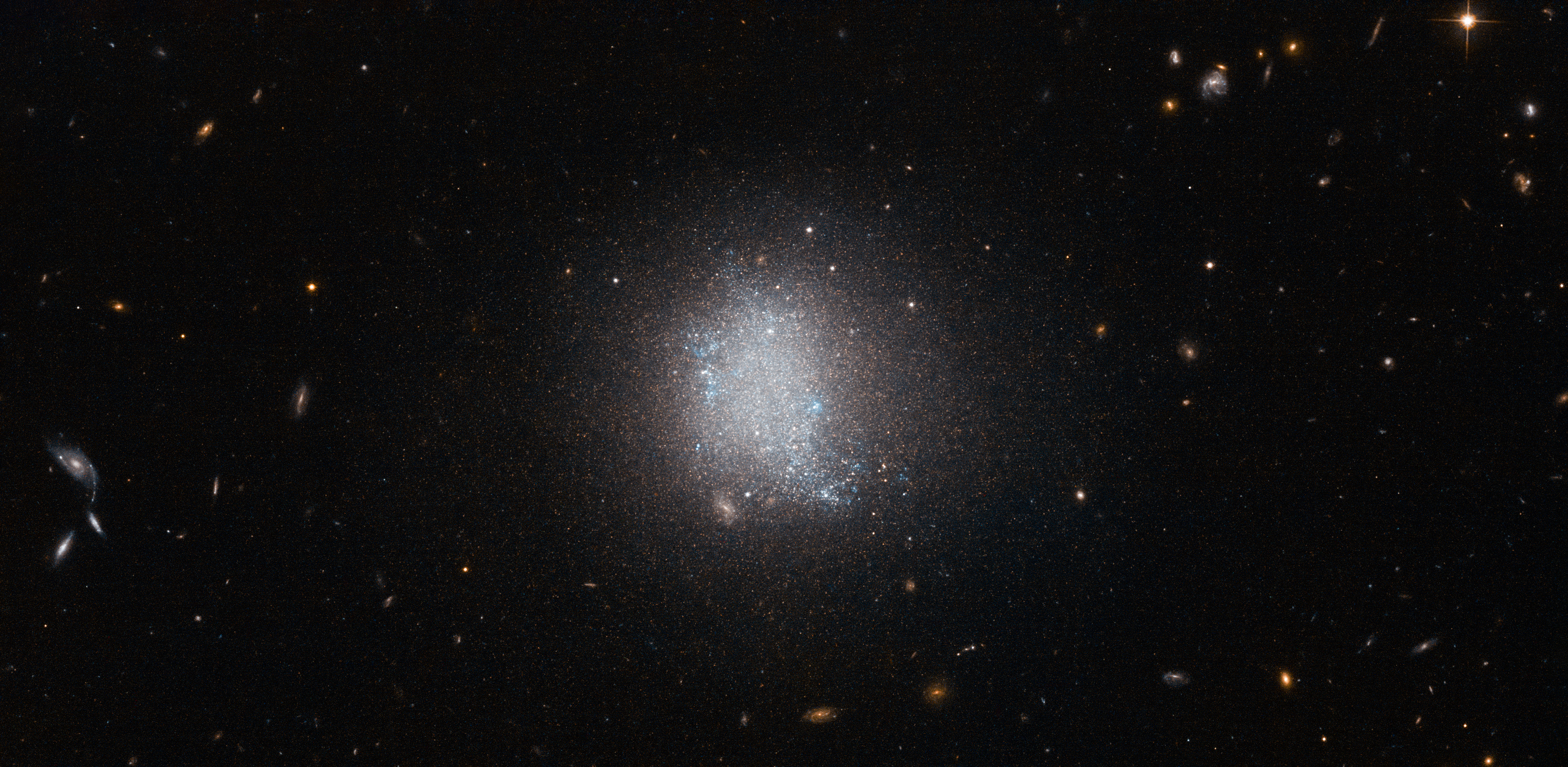
UGC 5797, una galaxia de línea de emisión donde se forman masivas estrellas azules brillantes

Los espectros de algunas estrellas muy calientes y azules muestran líneas de emisión marcadas de carbono o nitrógeno, o a veces de oxígeno.

#### Clase W: Wolf–Rayet

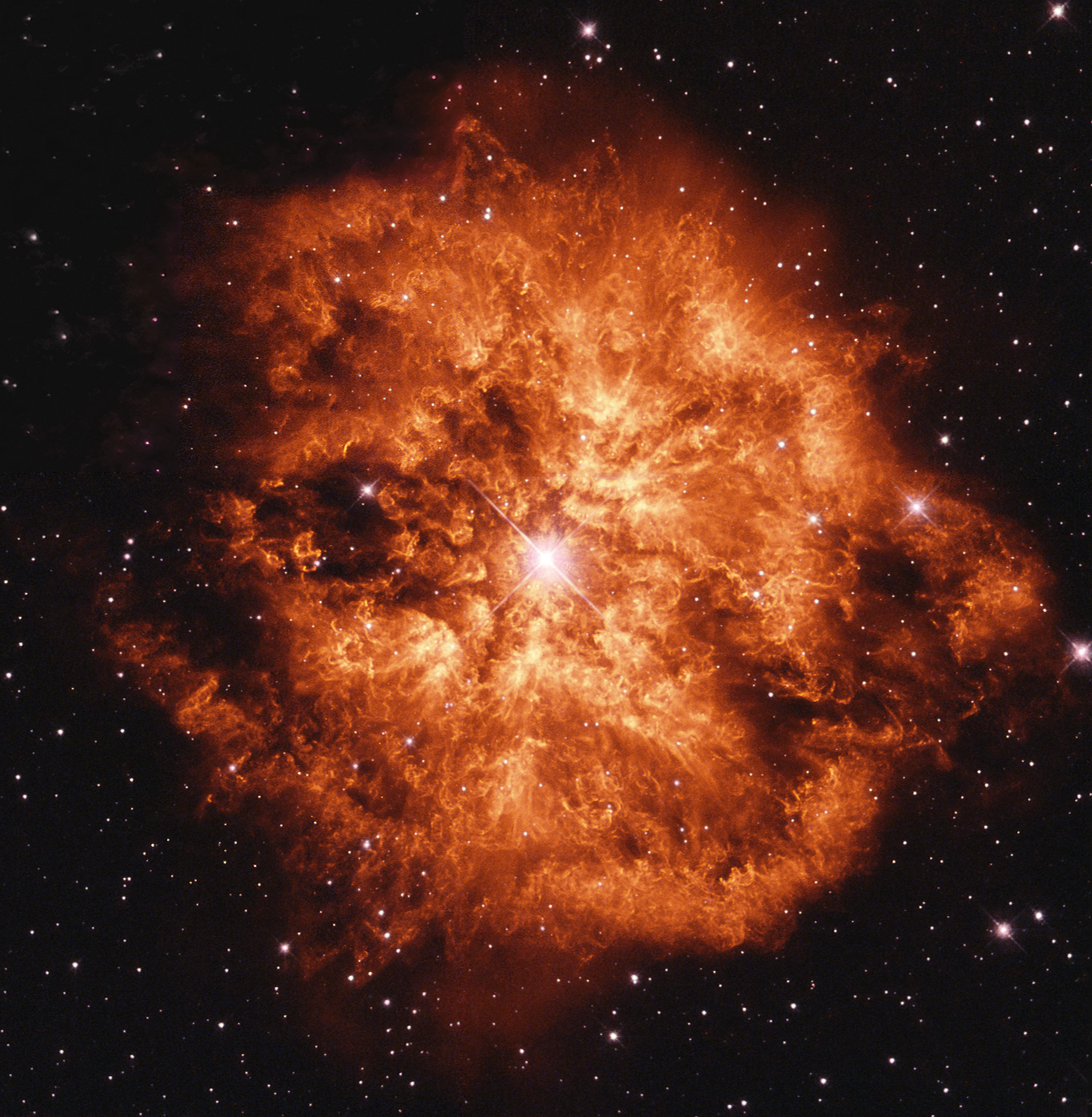
Imagen del telescopio espacial Hubble de la nebulosa M1-67 y la estrella Wolf-Rayet WR 124 en el centro

La clase W o WR representa las estrellas de Wolf-Rayet, notable por espectros que carecen de líneas de hidrógeno. En cambio, sus espectros están dominados por amplias líneas de emisión de helio, nitrógeno, carbono y, a veces, oxígeno altamente ionizados. Se cree que en su mayoría son supergigantes moribundos con sus capas de hidrógeno sopladas por los vientos estelares, exponiendo así directamente sus capas calientes de helio. La clase W se divide a su vez en subclases según la intensidad relativa de las líneas de emisión de nitrógeno y carbono en sus espectros (y capas externas).
El rango de espectros de WR se indica a continuación:
- WN[65] – espectro dominado por las líneas N III-V y He I-II
  - WNE (WN2 a WN5 con algo de WN6) – más caliente o más temprano
  - WNL (WN7 a WN9 con un poco de WN6) – más frío o tardío
  - Clases WN10 y WN11 extendidas que a veces se utilizan para las estrellas Ofpe/WN9[65]
  - h etiqueta utilizada (por ejemplo, WN9h) para WR con emisión de hidrógeno y ha (por ejemplo, WN6ha) tanto para la emisión como para la absorción de hidrógeno
- WN/C – WN stars plus strong C IV lines, intermediate between WN and WC stars[65]
- WC[65] – espectro con fuertes líneas C II-IV
  - WCE (WC4 a WC6) – más caliente o más temprano
  - WCL (WC7 a WC9) – más fresco o tardío
- WO (WO1 a WO4) – fuertes líneas O VI, extremadamente raras

Aunque las estrellas centrales de la mayoría de las nebulosas planetarias (CSPNe) muestran espectros de tipo O alrededor del 10 % son deficientes en hidrógeno y muestran espectros de WR. Estas son estrellas de baja masa y para distinguirlas de las estrellas masivas Wolf-Rayet, sus espectros están encerrados entre corchetes: e. g. [WC]. La mayoría de estos muestran espectros [WC], algunos [WO], y muy raramente [WN].

#### Las estrellas «Slash»
Las estrellas slash son estrellas de tipo O con líneas de tipo WN en sus espectros. El nombre «slash» viene de su tipo espectral impreso que tiene una barra (por ejemplo, «Of/WNL»).
Existe un grupo secundario que se encuentra con este espectro, un grupo más frío e «intermedio» denominado «Ofpe/WN9». Estas estrellas también han sido referidas como WN10 o WN11, pero que se ha vuelto menos popular al darse cuenta de la diferencia evolutiva con otras estrellas Wolf-Rayet. Descubrimientos recientes de estrellas aún más raras han extendido el rango de estrellas de barra hasta O2-3.5If*/WN5-7, las cuales son aún más calientes que las estrellas «slash» originales.

### Clases de enanas rojas y marrones frías
Los nuevos tipos espectrales L, T e Y fueron creados para clasificar los espectros infrarrojos de las estrellas frías. Esto incluye tanto enanas roja como enanas marrones que son muy débiles en el espectro visible.
Las enanas marrones, cuya energía proviene únicamente de la atracción gravitacional, se enfrían a medida que envejecen y así progresan a tipos espectrales posteriores. Las enanas marrones comienzan sus vidas con espectros de tipo M y se enfriarán a través de las clases espectrales L, T e Y, más rápido cuanto menos masivas sean; las enanas marrones de mayor masa no pueden haberse enfriado a enanas Y o incluso T dentro de la edad del universo. Porque esto lleva a un solapamiento irresoluble entre los tipos espectrales temperatura efectiva y luminosidad para algunas masas y edades de diferentes tipos de L-T-Y, no se pueden dar valores distintos de temperatura o luminosidad.

#### Clase L

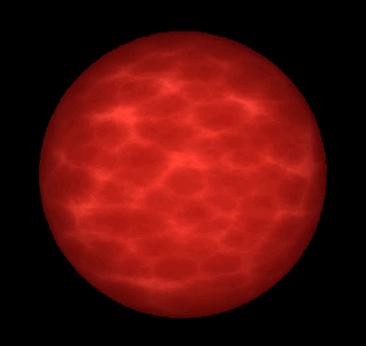
La impresión del artista de una enana en L

Las enanas de la clase L reciben su designación porque son más fríos que las estrellas M y L es la letra que queda alfabéticamente más cercana a M. Algunos de estos objetos tienen masas lo suficientemente grandes como para soportar la fusión del hidrógeno y por lo tanto son estrellas, pero la mayoría son de masa subestelar y por lo tanto son enanas marrones. Son de color rojo muy oscuro y más brillantes en infrarrojo. Su atmósfera es lo suficientemente fría como para permitir que los hidruros metálicos y los metales alcalinos sean prominentes en sus espectros.
Debido a la baja gravedad superficial en estrellas gigantes, los condensados que contienen TiO y VO nunca se forman.  Por lo tanto, las estrellas de tipo L más grandes que las enanas nunca pueden formarse en un ambiente aislado.  Sin embargo, puede ser posible que estos supergigantes de tipo L se formen a través de colisiones estelares, un ejemplo de lo cual es V838 Monocerotis mientras se encuentra en la erupción de la cúspide de su Nova roja luminosa. Enanas y planetas.

#### Clase T: Enanas de metano

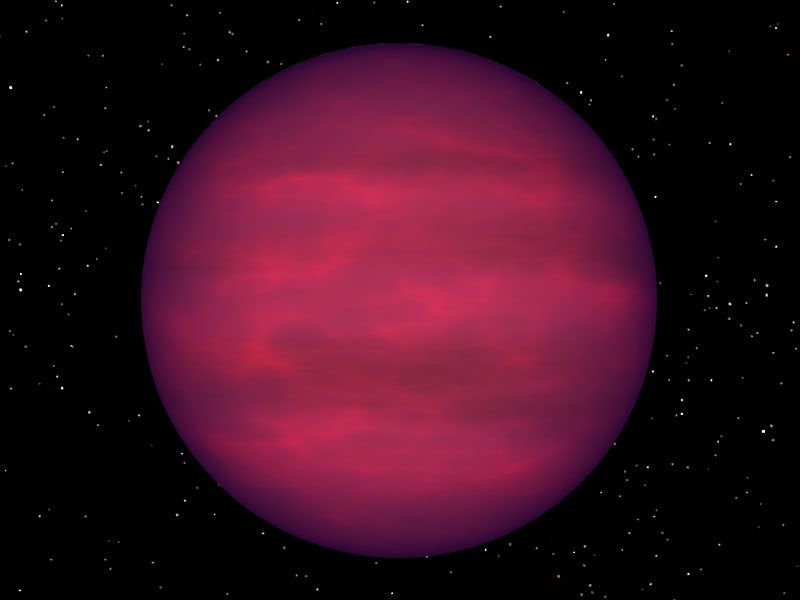
Impresión artística de una enana T

Las enanas de la clase T son frías enanas marrones con temperaturas superficiales entre aproximadamente 550 y 1300 K (277 y 1027 °C; 530 y 1880 °F). Su emisión alcanza su punto máximo en el infrarrojo. El metano es prominente en sus espectros.
Las clases T y L podrían ser más comunes que todas las otras clases combinadas si las investigaciones recientes son exactas. Debido a que las enanas marrones persisten durante tanto tiempo —unas veces la edad del universo— en ausencia de colisiones catastróficas, estos cuerpos más pequeños solo pueden aumentar en número.
El estudio del número de proplyds (discos protoplanetarios, cúmulos de gas en nebulosas a partir de los cuales se forman las estrellas y los sistemas planetarios) indica que el número de estrellas en la galaxia debería ser varios órdenes de magnitud más alto que lo que se conjeturaba anteriormente. Se ha teorizado que estos propulsores están en una carrera entre sí. El primero en formarse se convertirá en una protoestrella, que son objetos muy violentos y que interrumpirán a otros propulsores en la vecindad, despojándolos de su gas. Los propulsores de la víctima se convertirán entonces probablemente en estrellas de la secuencia principal o enanas marrones de las clases L y T, que son bastante invisibles para ser vista por nosotros.

#### Clase Y

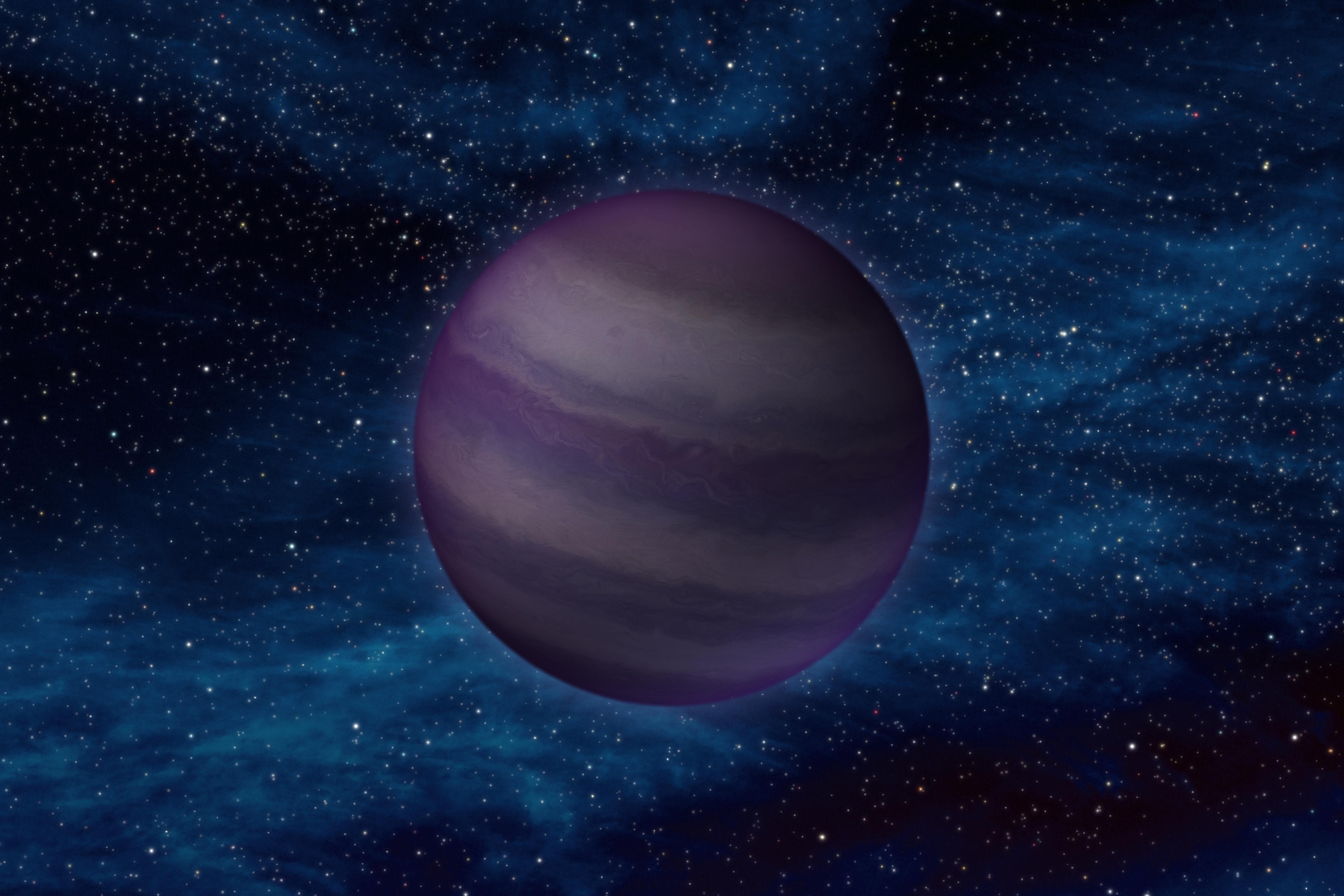
Impresión artística de una enana Y

Las enanas marrones de clase espectral Y son más frías que las de clase espectral T y tienen espectros cualitativamente diferentes de ellas. Un total de 17 objetos han sido colocados en la clase Y hasta agosto de 2013. Aunque tales enanos han sido modelados. y detectados dentro de los cuarenta años-luz por el Wide-field Infrared Survey Explorer (WISE) todavía no hay una secuencia espectral bien definida ni prototipos. Sin embargo, se han propuesto varios objetos como clases espectrales Y0, Y1, y Y2.
Los espectros de estos objetos Y prospectivos muestran una absorción de alrededor de 1.55 micrómetro. han sugerido que esta característica se debe a la absorción de amoníaco, y que esto debe tomarse como la característica indicativa para la transición T-Y. De hecho, esta característica de absorción de amoníaco es el principal criterio que se ha adoptado para definir esta clase. Sin embargo, esta característica es difícil de distinguir de la absorción por agua y metano, y otros autores han declarado que la asignación de la clase Y0 es prematura.
La última enana marrón propuesta para el tipo espectral Y, WISE 1828+2650, es una enana Y2 con una temperatura efectiva estimada originalmente en torno a los 300 K, la temperatura del cuerpo humano. Sin embargo, las mediciones de paralaje han demostrado que su luminosidad es inconsistente con el hecho de que sea más frío que ~400  K. El enano y más fría que se conoce actualmente es WISE 0855-0714 con una temperatura aproximada de 250 K.
El rango de masas para los enanos Y es de 9-25 masas de Júpiter, pero los objetos jóvenes pueden llegar por debajo de una masa de Júpiter, lo que significa que los objetos de clase Y se sitúan a horcajadas sobre el límite de fusión de 13 masa de Júpiter que marca la división actual entre enanas marrones y planetas.

### Clases de estrellas de carbono gigantes
Las estrellas de carbono son estrellas cuyos espectros indican la producción de carbono, un subproducto de la fusión de helio. Con el aumento de la abundancia de carbono y cierta producción paralela de elementos pesados, los espectros de estas estrellas se desvían cada vez más de las clases espectrales tardías habituales G, K y M. Las clases equivalentes para las estrellas ricas en carbono son S y C.
Se supone que los gigantes entre esas estrellas producen este carbono ellos mismos, pero algunas estrellas de esta clase son estrellas dobles, cuya extraña atmósfera se sospecha que ha sido transferida de un compañero que ahora es una enana blanca, cuando el compañero era una estrella de carbono.

#### Clase C: estrellas de carbono

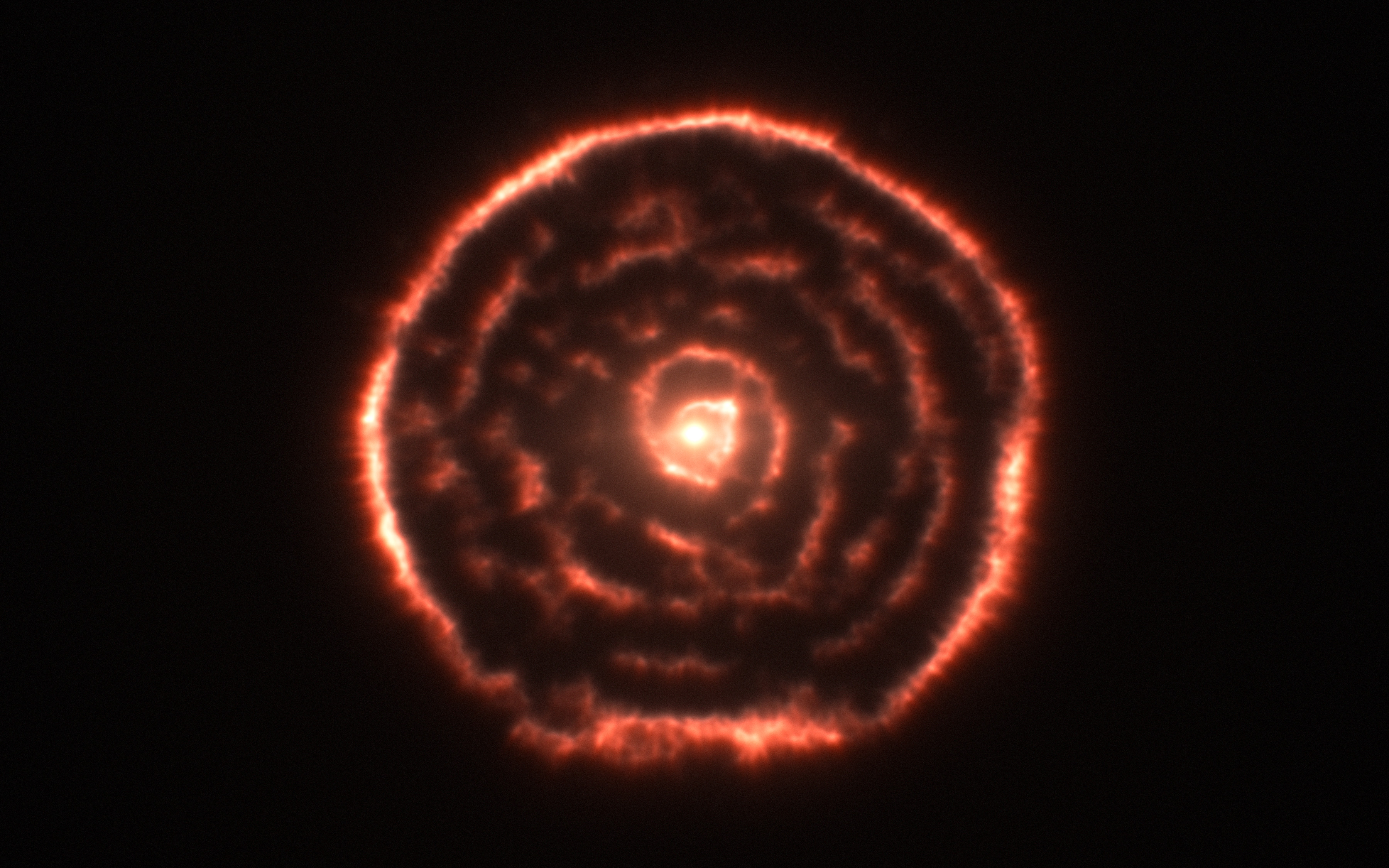
Imagen de la estrella de carbono R Sculptoris y su llamativa estructura espiral

Originalmente clasificadas como estrellas R y N, también son conocidas como estrellas de carbono. Estos son gigantes rojos, cerca del final de sus vidas, en los que hay un exceso de carbono en la atmósfera. Las antiguas clases R y N se desarrollaron paralelamente al sistema de clasificación normal, desde aproximadamente la mitad de G hasta el final de M. Más recientemente, estas clases se han transformado en un clasificador de carbono unificado C con N0 a partir de aproximadamente C6. Otro subconjunto de estrellas de carbono frío son las estrellas de tipo C-J, que se caracterizan por la fuerte presencia de moléculas de 13CCN en 12CN. Se conocen algunas estrellas de carbono de la secuencia principal, pero la gran mayoría de las estrellas de carbono conocidas son gigantes o supergigantes. Hay varias subclases:
- C-R – Anteriormente su propia clase (R) que representaba el equivalente en estrellas de carbono de las estrellas de tipo G tardío a las estrellas de tipo K tempranas.
- C-N – Anteriormente su propia clase que representaba el equivalente en estrellas de carbono de las estrellas de tipo K a M de los últimos tiempos.
- C-J – Un subtipo de estrellas C frías con un alto contenido de 13C.
- C-H – Población II análogos de las estrellas C-R.
- C-Hd – Estrellas de carbono con deficiencia de hidrógeno, similares a los supergigantes G tardíos con bandas de CH y C2 añadidas.

#### Clase S
Las estrellas de clase S forman un continuo entre las estrellas de clase M y las estrellas de carbono. Las más parecidas a las estrellas de clase M tienen fuertes bandas espectrales de ZrO análogas a las bandas de TiO de estrellas de clase M, mientras que las más similares a las estrellas de carbono tienen bandas de Líneas D de sodio fuertes y débiles de C2. Las estrellas de clase S tienen cantidades excesivas de circonio y otros elementos producidos por el proceso-s, y tienen una mayor abundancia de carbono y oxígeno que las estrellas de carbono o clase M. Al igual que las estrellas de carbono, casi todas las estrellas de clase conocidas son estrellas de rama asintótica gigante.
El tipo espectral está formado por la letra S y un número entre cero y diez. Este número corresponde a la temperatura de la estrella y sigue aproximadamente la escala de temperatura utilizada para los gigantes de la clase M. Los tipos más comunes son S3 a S5. La designación no estándar S10 solo se ha utilizado para la estrella Chi Cygni cuando se encuentra en un mínimo extremo.
La clasificación básica suele ir seguida de una indicación de abundancia, siguiendo uno de varios esquemas: S2.5; S2/5; S2 Zr4 Ti2; o S2*5. Un número después de una coma es una escala entre 1 y 9 basada en la proporción de ZrO y TiO. Un número después de una barra es un esquema más reciente, pero menos común, diseñado para representar la relación entre carbono y oxígeno en una escala de 1 a 10, donde un 0 sería una estrella de la EM. Las intensidades de circonio y titanio pueden indicarse explícitamente. También se observa ocasionalmente un número después de un asterisco, que representa la fuerza de las bandas ZrO en una escala del 1 al 5.

#### Clases MS y SC: clases intermedias relacionadas con el carbono
Entre las clases M y S, los casos fronterizos se denominan estrellas MS. De manera similar, los casos fronterizos entre las clases S y C-N se denominan SC o CS. La secuencia M → MS → S → SC → C-N es hipotética para ser una secuencia de aumento de la abundancia de carbono con la edad para estrellas de carbono en rama gigante asintótica.

### Clasificaciones de enanas blancas

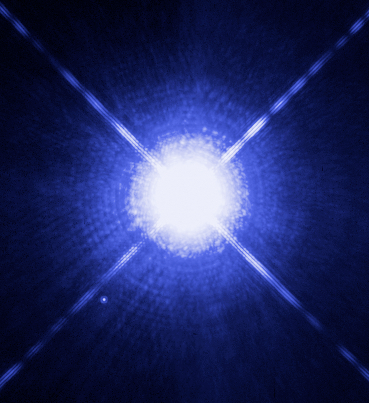
Sirius A y B (una enana blanca de tipo DA2) resuelta por Hubble

La clase D (para Degeneradas) es la clasificación moderna usada para las enanas blancas - estrellas de baja masa que ya no están sufriendo fusión nuclear y que se han reducido a un tamaño planetario, enfriándose lentamente. La clase D se divide a su vez en los tipos espectrales DA, DB, DC, DO, DQ, DX y DZ. Las letras no están relacionadas con las letras utilizadas en la clasificación de otras estrellas, sino que indican la composición de la capa exterior o atmósfera visible de la enana blanca.
Los tipos de enanas blancas son los siguientes:
- DA – una atmósfera o capa externa rica en hidrógeno, Indicado por fuertes líneas espectrales de hidrógeno Balmer.
- DB – una atmósfera rica en helio, indicado por líneas espectrales de helio ionizado He I.
- DO – una atmósfera rica en helio, indicado por líneas espectrales de helio ionizado He II.
- DQ – una atmósfera rica en carbono, indicada por líneas de carbono atómico o molecular.
- DZ – una atmósfera rica en metal, indicada por líneas espectrales de metal (una fusión de los tipos espectrales de enanas blancas obsoletas, DG, DK y DM).
- DC – no hay líneas espectrales fuertes que indiquen una de las categorías anteriores.
- DX – las líneas espectrales no son lo suficientemente claras para clasificarlas en una de las categorías anteriores.

Al tipo le sigue un número que indica la temperatura de la superficie de la enana blanca. Este número es una forma redondeada de 50400/Teff, donde Teff es la temperatura superficial efectiva, medida en kelvin. Originalmente, este número fue redondeado a uno de los dígitos del 1 al 9, pero más recientemente se han empezado a utilizar valores fraccionarios, así como valores por debajo del 1 y por encima del 9.
Dos o más de las letras del tipo pueden ser utilizadas para indicar una enana blanca que muestra más de una de las características espectrales anteriores.
Tipos espectrales de enanas blancas extendidas:
- DAB – una enana blanca rica en hidrógeno y helio que muestra líneas neutras de helio.
- DAO – una enana blanca rica en hidrógeno y helio que muestra líneas de helio ionizado.
- DAZ – una enana blanca metálica rica en hidrógeno.
- DBZ – una enana blanca metálica rica en helio.

Se utiliza un conjunto diferente de símbolos de peculiaridad espectral para las enanas blancas que para otros tipos de estrellas:
| Código | Particularidades espectrales de las estrellas      |
| ------ | -------------------------------------------------- |
| P      | Enana blanca magnética con polarización detectable |
| E      | Líneas de emisión presentes                        |
| H      | Enana blanca magnética sin polarización detectable |
| V      | Variable                                           |
| PEC    | Existen peculiaridades espectrales                 |

## Clasificación por clases de luminosidad

Clasificación de Morgan-Keenan

En la década de 1940 se inició un nuevo proyecto de clasificación complementaria en el Observatorio Yerkes. Se trataba de una clasificación basada en líneas espectrales sensibles a la gravedad estelar e introducida en el año 1943 por William W. Morgan, Philip Childs Keenan y Edith Kellman, razón por la que en ocasiones se le conoce también como clasificación de Morgan Keenan Kellman o simplemente MKK. 
Al utilizarse líneas espectrales sensibles a la gravedad de la superficie se obtiene información sobre la densidad de las estrellas. Como el radio de una estrella gigante es muy superior al de una enana blanca de la misma masa, la gravedad es muy diferente, manifestándose en la intensidad y en la forma de las líneas espectrales. Esta clasificación no sustituye a la anterior sino que la complementa.
Del mismo modo, el observatorio Yerkes propuso una subdivisión de la clasificación de Harvard utilizando subíndices, por ejemplo, de la A1 a la A9. De este modo y utilizando ambos sistemas de clasificación es posible afinar en el tipo espectral. Se distinguen las siguientes clases de luminosidad:
| Clase | Descripción                                |
| ----- | ------------------------------------------ |
| 0     | Hipergigantes                              |
| Ia    | Supergigantes muy luminosas                |
| Ib    | Supergigantes de menor brillo              |
| II    | Gigantes luminosas                         |
| III   | Gigantes                                   |
| IV    | Subgigantes                                |
| V     | Estrellas enanas de la secuencia principal |
| VI    | Subenanas (poco utilizada)                 |
| VII   | Enanas blancas (poco utilizada)            |

Las clases de luminosidad no se deben confundir con las fases evolutivas de una estrella. Por ejemplo, una estrella de masa y metalicidad similar al Sol pasa por las fases sucesivas de secuencia principal, subgigante, gigante roja, apelotonamiento rojo y rama asintótica gigante. En la primera de esas fases, la estrella pertenece a la clase de luminosidad V, en la segunda a la de luminosidad IV y en las tres últimas a la de luminosidad III. Como se puede ver, en las dos primeras fases hay una correspondencia entre los nombres de las clases de luminosidad y los de las fases. Sin embargo, en las tres últimas la estrella se mantiene como una gigante (clase de luminosidad) a lo largo de tres fases evolutivas distintas. Dado que durante esas tres fases la temperatura efectiva de la estrella es baja, su color es rojo, por lo que no es infrecuente ni incorrecto decir que la estrella es una «gigante roja» (en el sentido de clase de luminosidad + color), pero es importante aclarar que solamente en la primera de las fases es una «gigante roja» en el sentido evolutivo. En otras palabras, cuando una estrella de masa y metalicidad solares pasa por las fases evolutivas del apelotonamiento rojo y de la rama asintótica gigante, se puede decir que es una gigante roja, aunque ese no sea su estado evolutivo. Este es un caso en el que el lenguaje es poco claro por motivos históricos y puede inducir a confusión.
Otros ejemplos de confusión entre la clase de luminosidad y la fase evolutiva se dan para estrellas de masa superior al Sol. Cuando una estrella de 7 masas solares se convierte en una gigante roja (fase evolutiva) su clase de luminosidad es II (gigante luminosa) y no III (gigante). Una estrella de 30 masas solares adquiere una clase de luminosidad I (supergigante) mientras sigue quemando hidrógeno en su núcleo, lo que es la definición de la fase evolutiva de secuencia principal.

## Restos estelares
Los restos estelares son objetos asociados con la muerte de las estrellas. Incluidas en la categoría están las enanas blancas, y como puede verse en el esquema de clasificación radicalmente diferente para la clase D, los objetos no estelares son difíciles de encajar en el sistema MK.
El diagrama de Hertzsprung-Russell, en el que se basa el sistema MK, es de naturaleza observacional, por lo que estos remanentes no se pueden trazar fácilmente en el diagrama, o no se pueden colocar en absoluto. Las estrellas de neutrones antiguas son relativamente pequeños y fríos, y caerían en el extremo derecho del diagrama. Las nebulosas planetarias son dinámicas y tienden a desvanecerse rápidamente en brillo a medida que la estrella progenitora pasa a la rama de la enana blanca. Si se muestra, una nebulosa planetaria sería trazada a la derecha del cuadrante superior derecho del diagrama. Un agujero negro no emite luz visible propia, y, por lo tanto, no aparece en el diagrama.
Se ha propuesto un sistema de clasificación para las estrellas de neutrones utilizando números romanos: el tipo I para las estrellas de neutrones menos masivas con bajas tasas de enfriamiento, el tipo II para las estrellas de neutrones más masivas con tasas de enfriamiento más altas, y un propuesto tipo III para las estrellas de neutrones más masivas (posibles candidatas a ser estrellas exóticas) con tasas de enfriamiento más altas. Cuanto más masiva es una estrella de neutrones, mayor es el flujo de neutrinos que transporta. Estos neutrinos transportan tanta energía calórica que después de sólo unos pocos años la temperatura de una estrella de neutrones aislada cae del orden de los miles de millones a sólo alrededor de un millón de Kelvin. Este sistema de clasificación de estrellas de neutrones propuesto no debe confundirse con las anteriores clases espectrales Secchi y las clases de luminosidad Yerkes.

## Clases espectrales reemplazadas
Varios tipos espectrales, todos ellos utilizados anteriormente para estrellas no estándar a mediados del siglo XX, han sido reemplazados durante las revisiones del sistema de clasificación estelar. Todavía se pueden encontrar en ediciones antiguas de catálogos de estrellas: R y N se han subsumido en la nueva clase C como C-R y C-N.

## Clasificación estelar, habitabilidad, y la búsqueda de vida
Los humanos pueden eventualmente ser capaces de colonizar cualquier tipo de hábitat estelar, esta sección tratará la probabilidad de que surja vida alrededor de otras estrellas.
La estabilidad, la luminosidad y la duración de la vida son factores que influyen en la habitabilidad estelar. Solo conocemos una estrella que alberga vida, y esa es la nuestra, una estrella de clase G con abundancia de elementos pesados y baja variabilidad en brillo. También se diferencia de muchos sistemas estelares en que sólo tiene una estrella (ver Habitabilidad planetaria, bajo la sección de sistemas binarios).
Trabajando a partir de estas limitaciones y los problemas de tener una muestra empírica de un solo conjunto de estrellas, la gama de estrellas que se predice que serán capaces de soportar la vida tal como la conocemos está limitada por unos pocos factores. De los tipos de estrellas de la secuencia principal, las estrellas más masivas que 1.5 veces la del Sol (tipos espectrales O, B y A) envejecen demasiado rápido para que la vida avanzada se desarrolle (usando la Tierra como guía). En el otro extremo, los enanos de menos de la mitad de la masa de nuestro Sol (tipo espectral M) son propensos a fijar planetas dentro de su zona habitable, junto con otros problemas (ver Habitabilidad en sistemas de enanas rojas). Aunque hay muchos problemas que enfrenta la vida en las enanas rojas, debido a su gran número y longevidad, muchos astrónomos continúan modelando estos sistemas.
Por estas razones, la Misión Kepler de la NASA está buscando planetas habitables en las estrellas de secuencia principal cercanas que son menos masivas que las del tipo espectral A, pero más masivas que las del tipo M —haciendo que las estrellas más probables alberguen estrellas enanas de vida de los tipos F, G, y K—.